# Любовіче
Любовіче (пол. Lubowicze) — село в Польщі, у гміні Городиськ Сім'ятицького повіту Підляського воєводства.
Населення — 59 осіб (2011).
У 1975-1998 роках село належало до Білостоцького воєводства.

## Демографія
Демографічна структура станом на 31 березня 2011 року:
|          | Загалом | Допрацездатний вік | Працездатний вік | Постпрацездатний вік |
| -------- | ------- | ------------------ | ---------------- | -------------------- |
| Чоловіки | 31      | 8                  | 17               | 6                    |
| Жінки    | 28      | 4                  | 13               | 11                   |
| Разом    | 59      | 12                 | 30               | 17                   |